# Nezabrawka
Niezapominajka (bułg. Незабравка) – schronisko turystyczne w Starej Płaninie w Bułgarii.

## Opis i położenie
Położone jest w miejscu o nazwie Kapakli bunar, w części Parku Narodowego Centralny Bałkan na wysokości 1650 m n.p.m. Dysponuje bazą noclegową z 80 miejscami w pokojach dwu- i trzyosobowych. Ma dostęp do wody bieżącej, prądu, centralnego ogrzewania, jadalni turystycznej, bufetu, telewizji i internetu. Do schroniska można dotrzeć szlakiem turystycznym z Sopotu w 3 godz. lub wyciągiem krzesełkowym Sky Lift – jednym z najdłuższych na Półwyspie Bałkańskim, o długości około 5000 m (dwie linie). Podjeżdża się nim na wysokość schroniska w 35 min.
Sąsiednie obiekty turystyczne:
- centrum sportów ekstremalnych Shambhala, położone u podnóża wyciągu Sky Lift
- schronisko Dobriła – 40 min.
- szczyt Lewski (2166 m n.p.m.) – 2 godz przez schronisko Dobriła
- schronisko Ambarica – 3 godz.
- schronisko Dermenka – 3 godz.
- schronisko Wasił Lewski – 5 godz.

Punkt wyjściowy:
- Sopot – 35 min wyciągiem albo 3 godz. znakowanym szlakiem.